# Damavólos
Damavólos, en grec moderne : Δαμαβόλος, est un village du dème de Mylopótamos, en Crète, en Grèce. Selon le recensement de 2011, la population de Damavólos compte 125 habitants. Il est situé à une altitude de 250 m et à une distance de 33 km de Réthymnon.

## Recensements de la population
| Recensements | 1900 | 1920 | 1928 | 1940 | 1951 | 1961 | 1971 | 1981 | 1991 | 2001 | 2011 |
| ------------ | ---- | ---- | ---- | ---- | ---- | ---- | ---- | ---- | ---- | ---- | ---- |
| Population   | 184  | 185  | 193  | 239  | 151  | 183  | 146  | 160  | -    | 158  | 125  |